# Avon (Hampshire)
Pour les articles homonymes, voir Avon (rivière).
L'Avon est un cours d'eau anglais, de l'Angleterre du Sud-Est, dans les comtés du Hampshire et du Dorset, et un fleuve côtier se jetant dans la Manche, à Mudeford (en).

## Géographie
De 96 km de longueur, il arrose Salisbury et Christchurch dans le Dorset. 

### Bassin versant
Son bassin versant est de 2 932 km2 de superficie.

## Affluents
- la Bourne (rivière d'Angleterre) (rg[note 1]),
- River Nadder (en) (rd), 32 km
- River Ebble (en) (rd),

## Hydrologie
Son régime hydrologique est dit pluvial océanique.

## Histoire

Cathédrale de Salisbury et
Leadenhall, vus de la rivière Avon
John Constable, 1820
National Gallery

Le paysagiste John Constable qui a séjourné à Salisbury y a peint la cathédrale vue de la rivière.